# Štěpánka Mertová
Štěpánka Mertová   (Moravičany, 11 de desembre de 1930 - 20 de setembre de 2004), nascuda Richterová i posteriorment Hecová, fou una atleta txeca, especialista en el llançament de disc, que va competir sota bandera txecoslovaca durant les dècades de 1950 i 1960.
El 1956 va prendre part en els Jocs Olímpics d'Estiu de Melbourne, on fou vuitena en la prova del llançament de disc del programa d'atletisme. Quatre anys més tard, als Jocs de Roma, fou onzena en la mateixa prova.
En el seu palmarès destaca una medalla de plata en la prova del llançament de disc del Campionat d'Europa d'atletisme de 1958, rere la soviètica Tamara Press. una medalla de plata i dues de bronze al Festival Mundial de la Joventut i els Estudiants, entre 1955 i 1959 i cinc campionats nacionals de disc (1953, 1953, 1957, 1958 i 1959 1958 a 1965). Millorà el rècord nacional de l'especialitat en cinc ocasions, fins a deixar-lo en 48,94 metres.

## Millors marques
- Llançament de disc. 54,17 metres (1960)[1][7]